# Відносини Куба — Європейський Союз
Відносини Куби та Європейського Союзу — це міжнародні відносини між Республікою Куба та спільними зовнішньополітичними та торговельними відносинами Європейського Союзу (ЄС). Останніми роками стосунки були напруженими через поганий стан прав людини на Кубі та численні звинувачення Європейського Союзу у порушеннях прав людини на Кубі.

## Спільна позиція ЄС
Відносини ЄС з Кубою регулювалися спільною позицією, затвердженою Радою міністрів Європи в 1996 році, яка оновлювалася кожні шість місяців після регулярних оцінок. Відповідно до Спільної позиції, «мета Європейського Союзу у його відносинах з Кубою полягає в тому, щоб заохочувати процес переходу до плюралістичної демократії та поваги до прав людини та основних свобод, а також сталого відновлення та покращення рівня життя країни,  кубинського народу». Куба відкидає спільну позицію як втручання у її внутрішні справи. У Гавані є представництво ЄС, яке працює під відповідальність представництва ЄС у Санто-Домінго, Домініканська Республіка. Спільну позицію було скасовано 12 грудня 2016 року.

## Коктейльні війни
У відповідь на справу Кейсона у березні 2003 року, коли уряд Куби заарештував десятки журналістів, бібліотекарів та правозахисників, ЄС вжив заходів, про які було публічно оголошено 5 червня 2003 року, щоб обмежити візити високого рівня уряду. ЄС зменшив профіль участі країн-членів у культурних заходах і запросив кубинських дисидентів на святкування національного дня. 26 липня 2003 року кубинська влада оголосила про відмову від усієї прямої допомоги, що надходить від Європейського Союзу. Цей період дипломатичних тертя став відомий як коктейльні війни.
31 січня 2005 року ЄС вирішив, що всі заходи, вжиті 5 червня 2003 року, будуть тимчасово припинені. Рада ще раз заявила, що ЄС продовжує підтримувати конструктивний діалог з кубинською владою з метою досягнення відчутних результатів у політичній, економічній сфері, сфері прав людини та співпраці. Крім того, було прийнято рішення, що ЄС розвиватиме більш інтенсивні відносини з мирною політичною опозицією та ширшими верствами громадянського суспільства на Кубі шляхом посиленого та більш регулярного діалогу. Тимчасове призупинення цих заходів було підтверджено в червні 2005 року.

## Перемовини
11 травня 2009 року міністр закордонних справ Чехії Ян Кохоут, який представляв ЄС на зустрічі з Кубою, заявив, що Куба не досягла успіху в галузі прав людини. Міністр закордонних справ Куби Бруно Родрігес Паррілья захистив рекорд Гавани, заявивши, що позиція ЄС застаріла. Хоча ЄС скасував економічні санкції проти країни в 2008 році, він щорічно переглядає ситуацію.
Після смерті іншого дисидента на Кубі в березні 2010 року Європейський парламент висунув резолюцію проти Куби і закликав звільнити політичних в’язнів. Тим часом Іспанія, яка зараз головує в Раді ЄС, працювала над нормалізацією відносин, стверджуючи, що спільна позиція не спричинила змін на Кубі.
10 лютого 2014 року ЄС ухвалив директиви для переговорів щодо двосторонньої угоди про політичний діалог та співробітництво між ЄС та Кубою. Переговори розпочалися у квітні 2014 року в Гавані. Вони були розглянуті під час другого раунду в Брюсселі в серпні 2014 року і третього раунду в Гавані в березні 2015 року. 11 березня 2016 року HR/VP Могеріні відвідала Кубу, щоб підписати остаточну угоду та відзначити «кінець спільної позиції».
12 грудня 2016 року ЄС скасував спільну позицію та підписав Угоду про політичний діалог та співробітництво (PDCA).

## Торгівля
Куба отримує переваги від преференційного режиму Генеральної системи преференцій (GSP) для свого експорту. Крім того, незважаючи на те, що Куба є членом Групи держав Африки, Карибського басейну та Тихого океану з 2000 року, Куба отримує вигоду не від Протоколу про цукор АКТ-ЄС, а від квоти цукру, наданої ЄС (близько 59 000 тонн на рік; мито сплачується за це квота становить 98 євро за тонну).
ЄС є другим за важливістю торговим партнером Куби (на його частку припадає 20% загальної торгівлі Куби). ЄС є другим за величиною джерелом кубинського імпорту (20%) і третім за значенням пунктом призначення кубинського експорту (21%). ЄС є найбільшим зовнішнім інвестором Куби. Приблизно третина всіх туристів, які відвідують острів щороку, приїжджають з Європейського Союзу.